# 少女慈禧

《少女慈禧》（英語：Young Dowager）是香港亞洲電視製作並於1983年12月13日首播的一齣電視劇集，電視台結合野史加以創作描述了慈禧的前半生。因此劇於21:30時段首播（無線在此時段無電視劇播出）而讓在劇中飾演慈禧的劉雪華也憑藉其在劇中精湛的演繹而一舉成名並成為她的代表作之一。

## 演員表
- 劉雪華飾慈禧(葉赫那拉·玉蘭)
- 伍衛國飾奕訢(恭親王)
- 劉緯民飾李樂天
- 王偉飾肅順
- 麥翠嫻飾慈安
- 禤素霞飾桂婉齡
- 李岡飾劉逸川
- 李丹丹飾劉寶禪
- 陳彩燕飾麗妃
- 梁漢威飾文祥
- 蔣金飾安德海(小安子)
- 冼煥貞飾肅芬子
- 金童飾榮祿
- 司馬華龍飾桂良
- 蔡國慶飾僧格林沁
- 關偉倫飾龔半倫
- 陳植槐飾載垣
- 黃浩義飾奕詝(咸豐皇帝)
- 曹達華飾道光皇帝
- 蕭山仁飾景壽
- 陳亮飾奕譞
- 吳桐飾載垣
- 吳鳳華飾牡丹春
- 聶安達飾巴夏禮
- 苑麗瓊飾小香
- 楊雅潔飾玉蓉
- 鄭恕峰飾阿布
- 凌腓力飾金福
- 李力群飾小珠子
- 冼金華飾雙喜
- 黃秋生飾史密夫

## 外部連結
- 少女慈禧-百度百科